# انتونیا سوزان بایت
انتونیا سوزان دافی DBE FBA (به انگلیسی: Antonia Susan Duffy) (۲۴ اوت ۱۹۳۶ – ۱۶ نوامبر ۲۰۲۳) رمان‌نویس و شاعر انگلیسی بود که بیشتر آثار خود را با نام هنری ای. اس. بایِت (به انگلیسی: A. S. Byatt) امضا می‌کرد. در سال ۲۰۰۸، روزنامه تایمز نام او را در لیست ۵۰ بزرگ‌ترین نویسندگان بریتانیا از سال ۱۹۴۵ قرار داد. وی خواهر مارگارت درابل، رمان‌نویس و منتقد ادبی اهل بریتانیا است. با اینکه رابطهٔ این دو دیگر نزدیک نبود، بایِت در مصاحبه‌ای بیان کرد که این تنش فقط «یک رقابت بین دو خواهر است.»

## درگذشت
بایت عمدتاً در پاتنی زندگی می کرد و در ۱۶ نوامبر ۲۰۲۳ در خانه خود در سن ۸۷ سالگی درگذشت.

## جوایز و افتخارات
- ۱۹۹۰ برنده جایزه ادبی من بوکر برای رمان تسخیر: یک عاشقانه[۷]
- ۱۹۹۹ نشان امپراتوری بریتانیا[۸]
- ۲۰۱۰ دریافت جایزه یادبود جیمز تیت بلاک[۹]
- ۲۰۱۶ دریافت جایزه اراسموس[۱۰][۱۱]